# Pàvlivka (Luhansk)
|  | Per a altres significats, vegeu «Pàvlivka». |

Pàvlivka (en ucraïnès: Павлівка, en rus: Павловка, Pavlovka) és una vila, un possiólok de l'óblast de Luhansk a Ucraïna, situada actualment a zona ocupada República Popular de Luhansk de la Rússia. El 2019 tenia 4.857 habitants.